# Autódromo Velo Città
O Autódromo Velo Città está localizado em uma propriedade particular no município de Mogi Guaçu, São Paulo, Brasil, a 180km da capital paulista.
Em Junho de 2012 o local teve sua homologação assinada pela CBA. Depois, o projeto e as plantas foram remetidos à FIA (Federação Internacional do Automobilismo). O material passou por uma avaliação computadorizada que verificou os itens básicos. Com a validação do sistema, o Velo Città recebeu a visita de um inspetor, que o atestou apto para receber competições internacionais de Turismo e Gran Turismo, em Outubro de 2013.
O autódromo atende uma série de requisitos basicamente focados em segurança, como largura do circuito, tipo do asfalto, áreas de escape, guard rails, barreiras de pneus, zebras, muro dos boxes e alambrados de proteção, plataforma de sinalização, sistema de drenagem, quantidade de pontos de sinalização e outros, tudo dentro dos padrões internacionais.
Em 2014 foi inaugurado o paddock sobre os boxes, com capacidade para receber cerca de 500 convidados vip com a visão mais privilegiada da pista e também a torre de direção de prova.
Com 13 curvas, 15 postos de sinalização, 8 boxes, o traçado principal, conhecido como Circuito Externo Completo, tem 3.430 m de extensão, com um desnível de 45 metros. Não é uma pista de alta, tendo maioria das curvas de média e baixa velocidade. Há também há a opção de uso do Circuito Oeste, com 1.420 metros de extensão, do Circuito Leste (1.830m) ou o Circuito Leste com a perna do "H", totalizando 2.090m. Em Março de 2015, foram inauguradas as novas curvas Capirinha e Ferradura, tornando o circuito mais desafiador e veloz em eventos de competição profissional.
Com foco em competições e eventos fechados como track days, test-drives, coletivas de imprensa e cursos de pilotagem, o autódromo tem recebido inúmeros eventos desde sua inauguração, entre eles: 1000 Milhas Históricas Brasileiras, 500Km de São Paulo, Classic Cup, Porsche GT3 Cup Brasil, Lancer Cup, diversos lançamentos da indústria automotiva tais como Suzuki, Bentley, Pirelli, Michelin, Continental Pneus, Mitsubishi Motors, Mini Cooper, Jaguar, Land Rover, Mercedes-Benz, Audi, Grupo BMW, Renault, Nissan, Ferrari, Peugeot, FIAT, Chevrolet, Volkswagen, Ford, Honda Motos, Yamaha, Triumph entre vários outros.
Em 2015 foi inaugurada a pista offroad, com 2.500 metros de extensão e 18 obstáculos preparados para mostrar o que um veículo 4x4 ou um moto bigtrail é capaz de enfrentar.
Em abril de 2017 a pista recebeu três eventos simultâneos: Mitsubishi Motorsports, Mitsubishi Outdoor e a Mitsubishi Cup. Em agosto de 2017 foi realizada a primeira prova da maior categoria do automobilismo brasileiro, a Stock Car.  Junto com ela, a categoria Mercedes-Benz Challenge e Copa Petrobrás de Marcas completaram a programação, que pôde ser conferida de perto pelo público, que prestigiou o evento em uma arquibancada construída especialmente para a ocasião. Em setembro de 2018 tivemos a segunda prova da Stock Car em Mogi Guaçu.
Em 2019 importantes provas ocorreram na pista entre elas a terceira prova da Stock Car  e a Old Stock Race em comemoração aos 40 anos da categoria.